# 미켈란젤로 광장

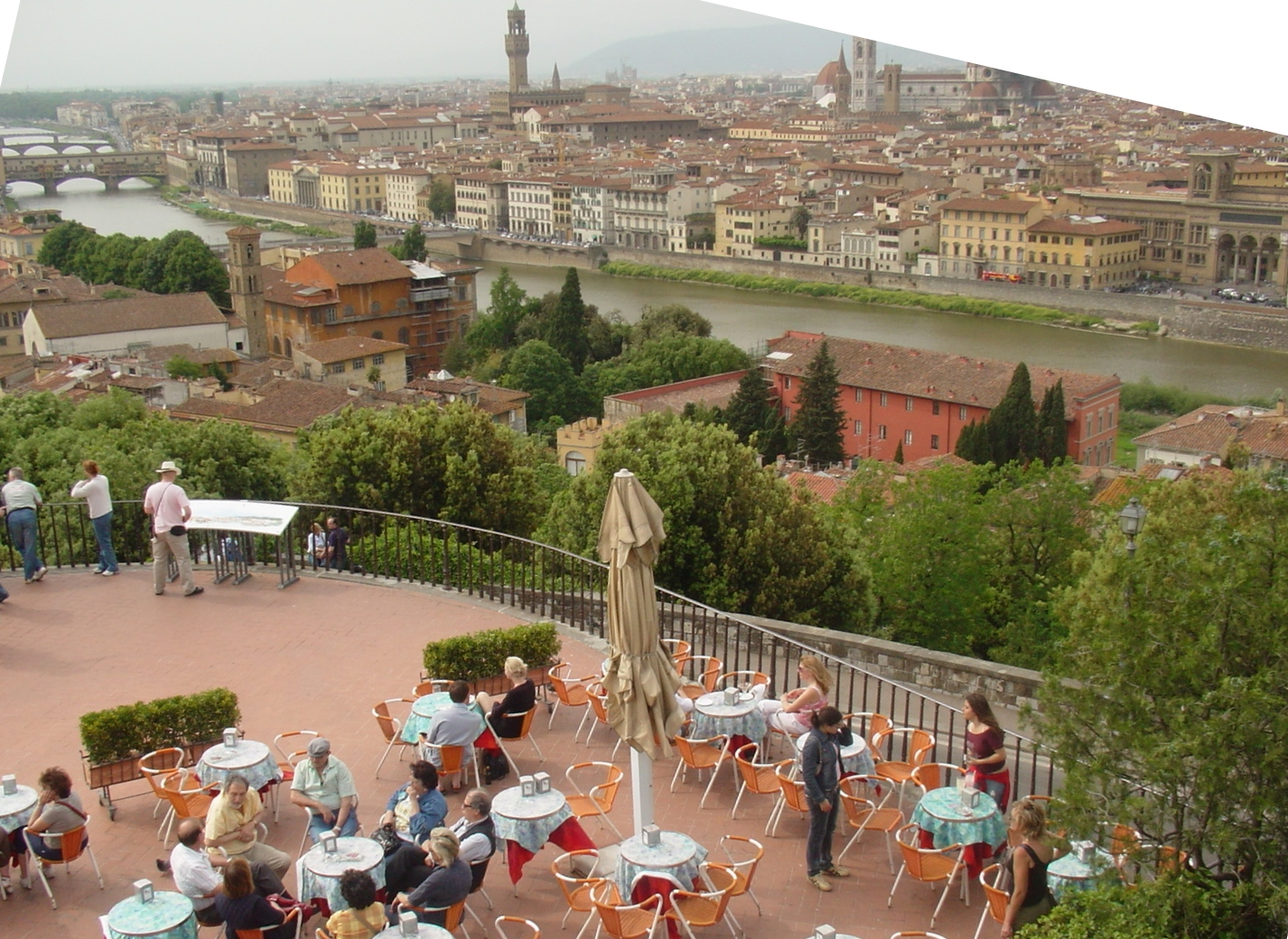
미켈란젤로 광장

미켈란젤로 광장(Piazzale Michelangelo, 영어: Michelangelo Square)은 이탈리아 피렌체에 있는 광장이다. 미켈란젤로가 만든 다비드상의 모조품이 있다.